# Android TV
Android TV is een interactief platform ontwikkeld door Google. Via dit platform kan elke tv de eigenschappen van een smart-tv krijgen als er verbinding met internet gemaakt is. Android TV kan standalone op de televisie gebruikt worden of via een mediaspeler zoals de Android stick of de Android TV box. Via de Google Play Store zijn gebruikers in staat om aanvullende Androidapplicaties te downloaden, zoals de streamingdienst Netflix en games.
De bediening van Android TV verloopt op basis van spraak, of via een afstandsbediening. Ook is het mogelijk om (via bluetooth) gebruik te maken van een draadloos toetsenbord, of gebruik te maken van een controller van de spelconsole.

## Mogelijkheden
Android TV beschikt over ondersteuning voor hd-tv, wat het platform geschikt maakt voor het bekijken van films, het beluisteren van muziek en het spelen van games. Tevens beschikt Android TV over dezelfde mogelijkheden als de Chromecast. Verder beschikt Android TV over de volgende mogelijkheden:
- Kodi (voorheen XBMC) stelt gebruikers in staat applicaties en content af te spelen
- Netflix ondersteuning
- YouTube ondersteuning
- TuneIn Radio
- Google Play Store

## Televisie
Sony, Sharp, en Philips kondigden aan dat er tv's met Android tv-ondersteuning op de markt zouden verschijnen in 2015. Alle televisies die werken met dit platform beschikken automatisch over mogelijkheden zoals Google Cast, stembediening en de Google Play Store. In mei 2015 was het Sony die als eerste de ondersteuning voor Android TV aan de BRAVIA-modellen had toegevoegd. Deze toestellen zijn voorzien van hd- en 4K- ondersteuning.

## Android TV Boxen
Google maakte het eerste Android TV apparaat bekend in oktober 2014. Het ging om de Nexus Player, die werd ontwikkeld door Asus. Sindsdien zijn er diverse apparaten verschenen die draaien op Android TV. Er zijn ook Android TV boxen verschenen. Hierbij is een smart tv niet nodig om apps te kunnen downloaden, of om films te kunnen streamen. Voorbeelden van Android TV boxen zijn:
- NVIDIA Shield TV
- NVIDIA Shield TV Pro
- Xiaomi Mi Box
- Xiaomi Mi Box S